# Susanne Jensen
Susanne Jensen (nascuda l'11 d'octubre de 1963 a Lüdenscheid, Alemanya) és una artista alemanya, supervivent d'abús i pastor de l'Església Evangèlica a Alemanya. Va ser premiada a la millor actriu al LIV Festival Internacional de Cinema Fantàstic de Catalunya el 2021 pel seu paper de Maria a la pel·lícula dramàtica i de terror Luziferex-aequo amb Noomi Rapace (Lamb). A la pel·lícula fa de mare de Franz Rogowski.

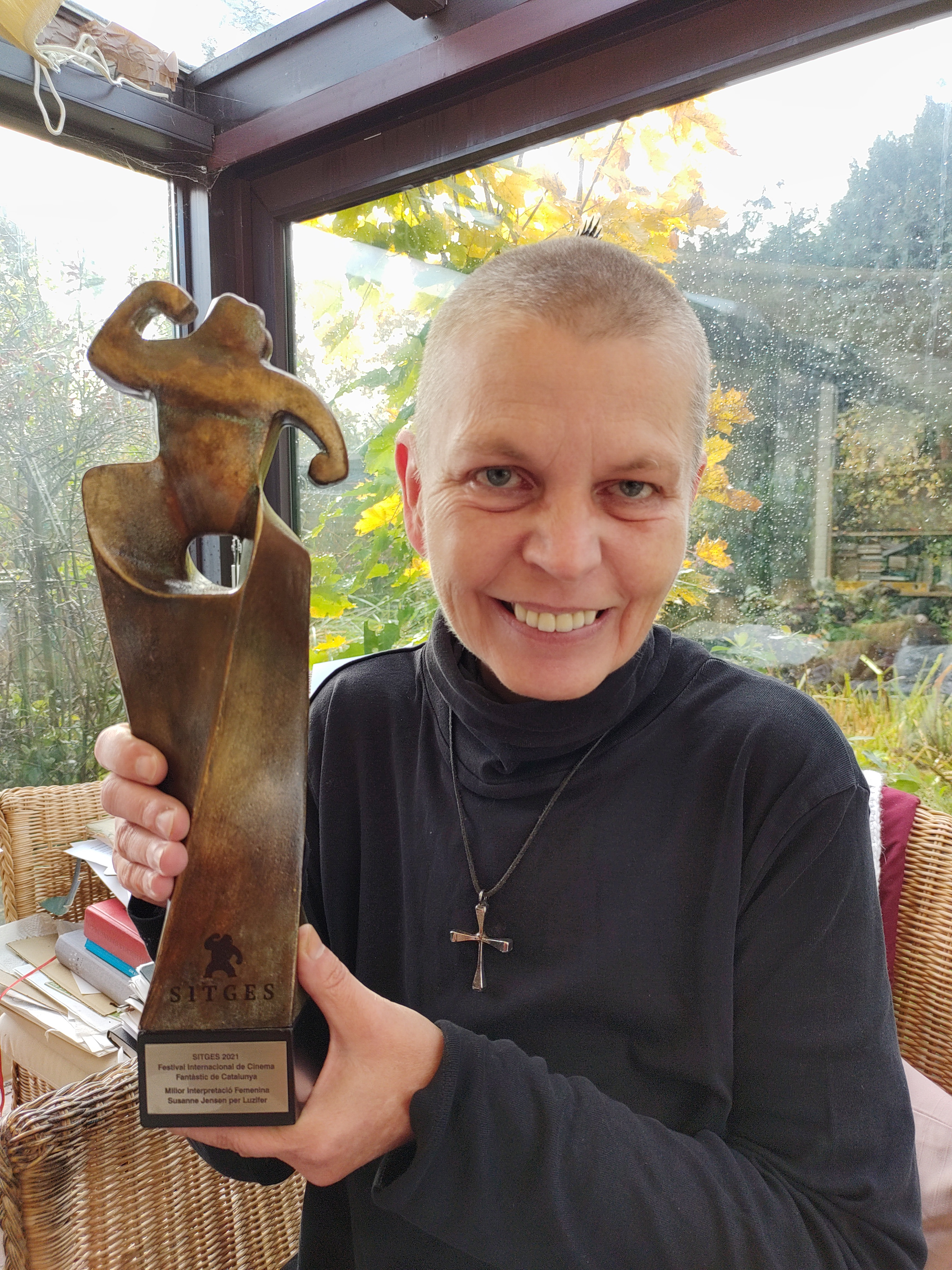
Susanne Jensen

Susanne Jensen va néixer l'any 1963 a Alemanya. Va patir anys de violència sexual durant la seva infància i adolescència. Al documental alemany de la WDR "Menschen hautnah: Es war der eigene Vater" parla de les seves experiències.
Jensen és pastor i parla obertament sobre la seva sortida del laberint infernal dels nens. La fe i l'art són camins cap a l'alliberament per a Jensen.
A la pel·lícula "Luzifer", rodada el 2019 als Alps austríacs, Susanne Jensen interpreta una mare que viu aïllada en una cabana amb el seu fill discapacitat mental. Les seves vides es caracteritzen pels rituals religiosos i la confiança. Però el paradís està amenaçat de destrucció.
Susanne Jensen porta a la pel·lícula "Luzifer" els seus sentiments com a supervivent d'abús. A causa del dolor crònic, el trastorn d'estrès postraumàtic i les seves múltiples personalitats, rodar va ser un gran repte. La seva actuació a la pel·lícula va ser vista com a molt emotiva. En el seu discurs d'acceptació al premi a la millor actriu, Jensen destaca com va ser increïble tenir un fill de cinema durant tres mesos, ja que no hauria tingut fills a causa de la violència que havia viscut.